# Brimstone: el pacto
Brimstone: el pacto (originalmente Brimstone) es una serie de televisión de Fox, protagonizada por un detective de policía muerto (asignado al infierno) cuya misión es capturar 113 espíritus maléficos que han escapado a la tierra. La serie fue transmitida originalmente entre 1998 y 1999 y tuvo sólo una temporada parcial.
Desde su cancelación, Syfy (originalmente, Sci Fi Channel) ha hecho repeticiones de Brimstone. Las repeticiones no han tenido horario fijo, pero generalmente se ha visto esta serie en maratones en los canales durante eventos de temporada como “Creatureland”, “Inhumanland” y “31 días de Halloween”. El canal Chiller también comenzó a transmitir los reestrenos, el 28 de julio de 2007. Actualmente se emite esporádicamente en maratones en Syfy y no tiene ninguna programación prevista.

## Resumen
En 1983, Ezekiel "Zeke" Stone (Peter Horton) era un detective de la policía de Nueva York cuya esposa, Rosalyn, fue violada. Stone rastreó y detuvo al delincuente, Gilbert Jax, quien fue absuelto de los cargos. Furioso, Stone luego asesinó a Jax. Dos meses más tarde, Stone fue asesinado y se fue al infierno por haber asesinado a Jax. El diablo (interpretado por John Glover) explica en el episodio piloto que esto se debió a que Stone respondió con un homicidio ante la violación de su esposa, y porque disfrutó con el asesinato. Stone murió siendo el policía más condecorado de la historia de New York.
15 años más tarde, se produce una fuga del infierno, liderada por una sacerdotisa Cananea de 4000 años llamada Ashur Badaktu (Teri Polo). El diablo explica que hubo una fuga de almas (presumiblemente algunas han vuelto) y quedan 113 almas que han escapado. El diablo afirma no tener poder en la tierra (aunque aparentemente puede teletransportarse, disfrazarse y utilizar algún tipo de magia limitada) y entonces pacta con Stone. El detective volverá a la tierra para localizar estos 113 fugados y todos ellos deben volver al infierno (evitando que alguno de ellos lo vuelva a matar). Stone recibe, así, una segunda oportunidad de vida en la tierra (y posiblemente, en el paraíso). El diablo ayuda al detective pero al mismo tiempo parece obstaculizar su trabajo, al darle información parcial pero ocultando hechos cruciales o dando pistas crípticas sobre donde Stone puede encontrar a algún fugitivo y aparentemente deleitándose en volverlo más irritable por su interferencia. Un ángel sugiere (en el episodio "es una buena vida", donde John Glover interpreta a dos personajes) que Stone sirve al propósito de Dios, tanto como el demonio con sus pecados en su vida anterior.

### Poderes y equipamiento
Stone y los fugitivos tienen poderes que son sobrehumanos. Como son almas inmortales, no pueden matarse, lesionarse o incluso causar dolor excepto por sí mismos o por otros fugitivos (con la excepción de que uno de los tatuajes de Stone se apaga). Tampoco sangran. Stone usa la ropa que tenía cuando fue asesinado, usa su arma de servicio que no tiene necesidad de recargarse. Sin embargo, esta idea, no es respetada por el creador de la serie ya que el arma se queda sin municiones en los episodios "reposición" y “amantes”. Stone lleva su placa dorada de detective. Ninguno de estos artículos (arma, divisa, ropa) pueden ser dañados, incluso si son baleados, pero esto tampoco es respetado por el autor ya que en el episodio "arrepentimiento" el detective lleva su abrigo a un sastre y enumera las rasgaduras y agujeros que tiene la prenda. Como Stone llevaba 36,27 dólares en efectivo en el momento de su muerte, cada nuevo día comienza con esta cantidad exacta en su bolsillo.

### Lucha contra los villanos
El diablo le cuenta a Stone que, debido a que los ojos son las ventanas del alma, Stone debe agujerear los ojos de un fugitivo para devolverlos al infierno. Esta regla también se aplica a la Stone. Sin embargo, esto fue modificado por el diablo, en un caso especial en el que el detective tuvo que devolver al infierno al hombre que había violado a su esposa. Tuvo que emplear la misma ira para repetir lo que hizo en vida. 
Si Stone vuelve al infierno, su misión sería considerada un fracaso. Por lo tanto, sería retenido en el infierno y otra persona podría ser elegida para devolver las almas fugitivas. El diablo ha provocado a Stone al recordarle esta situación y al sugerirle que ciertos fugitivos serían buenos reemplazos.
Algunos fugitivos tienen otros poderes sobrenaturales, tales como la capacidad para controlar los elementos o volverse invisible. El diablo explica que cuanto más tiempo se pasa en el infierno, más infernal se vuelve el alma, literalmente. Aunque Stone se describe a sí mismo (en la narración de apertura) como “la criatura más vil”, algunos de los fugitivos parecen ser más demoníacos que el mismo Stone. Lleva tatuado en su cuerpo el nombre y pictografía de las 113 almas. Cuando cada alma es enviada de vuelta, su correspondiente tatuaje se quema y desaparece, lo que causa dolor en el cuerpo de Stone.

### Otros personajes
Entre los aliados de Stone se encuentran Maxine (Lori Petty), la dueña del hotel donde se hospeda y el padre Cletus Horn (Albert Hall), un sacerdote ciego que eventualmente se enteró de la misión del detective. Stone ocasionalmente trabajó con los detectives de policía Ash (Teri Polo) y Fraker (Scott Lawrence). Buena parte de los conflictos internos de la serie fue generado por el hecho de que Rosalyn (Stacy Haiduk). la esposa de Stone todavía está viva y él tiene dificultades para mantenerse alejado de ella. Cerca del final de la temporada/serie, se revela que la sacerdotisa Ash había diseñado el escape del infierno usando un romance con el diablo, aunque este insistió en que nunca quiso a nadie salvo a Dios. La sacerdotisa se convierte en una especie de archienemigo y “femme fatale” para Stone. Ella quedó encaprichada con Stone.

## Reparto

### Reparto principal
- Peter Horton como Ezekiel Stone.
- John Glover como el diablo.

### Invitados habituales
- María Costa como Teresita/Waitress.
- Stacy Haiduk como Rosalyn Stone.
- Albert Hall como padre Cletus Horn.
- Scott Lawrence como teniente Fraker.
- Lori Petty como Maxine.
- Teri Polo como Det. Ashur Badaktu

## Lista de episodios

### Temporada 1 (1998–1999)
| #  | Título              | Dirigida por           | Escrita por                                                      | Fecha aparición         | Código de Producción |
| -- | ------------------- | ---------------------- | ---------------------------------------------------------------- | ----------------------- | -------------------- |
| 1  | "Monaguillos"       | Félix Enríquez Alcalá  | Ethan Reiff & Cyrus Voris                                        | 23 de octubre de 1998   | 196646               |
| 2  | "Calor"             | Jesús Salvador Treviño | Janis Diamond                                                    | 30 de octubre de 1998   | 467452               |
| 3  | "Reposición"        | Félix Enríquez Alcalá  | Scott A. Williams                                                | 3 de noviembre de 1998  | 467453               |
| 4  | "Arrepentimiento"   | Terrence O'Hara        | Fred Golan                                                       | 13 de noviembre de 1998 | 467455               |
| 5  | "Poema"             | Félix Enríquez Alcalá  | Ethan Reiff & Cyrus Voris                                        | 20 de noviembre de 1998 | 467451               |
| 6  | "Ejecutor"          | Dan Lerner             | Historia: Fred Golan Adaptación: Scott A. Williams               | 4 de diciembre de 1998  | 467456               |
| 7  | "Asesino"           | Vern Gillum            | Historia: Ethan Reiff & Cyrus Voris Adaptación: Angel Dean Lopez | 11 de diciembre de 1998 | 467454               |
| 8  | "Cenizas"           | Larry Carroll          | Angel Dean Lopez                                                 | 18 de diciembre de 1998 | 467457               |
| 9  | "Amantes"           | John Kretchmer         | Chris Bertolet                                                   | 8 de enero de 1999      | 467458               |
| 10 | "Transportador"     | Jesús Salvador Treviño | Janis Diamond                                                    | 15 de enero de 1999     | 467459               |
| 11 | "Caras"             | Larry Carroll          | Fred Golan                                                       | 25 de enero de 1999     | 467461               |
| 12 | "Es una buena vida" | Félix Enríquez Alcalá  | Janis Diamond & Scott A. Williams                                | 5 de febrero de 1999    | 467460               |
| 13 | "Después del luto"  | Dan Lerner             | Historia: Angel Dean Lopez Adaptación: Cyrus Voris & Ethan Reiff | 12 de febrero de 1999   | 467462               |